# Wapen van Usquert

Het wapen van Usquert

Het wapen van Usquert werd op 11 februari 1904 per Koninklijk Besluit door de Hoge Raad van Adel aan de Groninger gemeente Usquert toegekend. Vanaf 1990 is het wapen niet langer als gemeentewapen in gebruik omdat de gemeente Usquert opging in de gemeente Hefshuizen, sinds 1992 hernoemd in Eemsmond. In het Wapen van Eemsmond is de Maltezer kruis als verwijzing naar Warffum en Usquert opgenomen

## Blazoenering
De blazoenering van het wapen luidt als volgt:
In keel twee paalswijze geplaatste afgewende visschen van zilver, vergezeld van drie kleine Malthezerkruisen van hetzelfde, 2 en 1 tusschen de koppen der visschen geplaatst. Het schild gedekt met eene vijfbladerige kroon.

## Verklaring
Usquert zou van Vis-wierde komen, hetgeen de vissen verklaart. De kruisjes zijn een verwijzing naar de Johannieter klooster te Wijtwerd in de gemeente Het schild is gedekt met een markiezenkroon.

## Verwante wapens

Wapen van Eemsmond
Embleem van de Orde met het Maltezer kruis

Adorp
· Aduard
· Appingedam
· Baflo
· Bedum
· Beerta
· Bellingwedde
· Bellingwolde
· Bierum
· De Marne
· Delfzijl 
· Eemsmond
· Eenrum
· Ezinge
· Finsterwolde
· Grijpskerk
· Grootegast
· Haren
· Hefshuizen
· Hoogezand
· Hoogezand-Sappemeer
· Hoogkerk
· Kantens
· Kloosterburen
· Leek
· Leens
· Loppersum
· Marum
· Meeden
· Menterwolde
· Middelstum
· Midwolda
· Muntendam
· Nieuweschans
· Nieuwe Pekela
· Nieuwolda
· Noordbroek
· Noorddijk
· Oldehove
· Oldekerk
· Onstwedde
· Oosterbroek
· Oude Pekela
· Reiderland
· Sappemeer
· Scheemda
· Slochteren
· Stedum
· Ten Boer
· Termunten
· Uithuizen
· Uithuizermeeden
· Ulrum
· Usquert
· Vlagtwedde
· Warffum
· Wedde
· Wildervank
· Winschoten
· Winsum
· 't Zandt
· Zuidbroek
· Zuidhorn